# The Last Notch
The Last Notch est un film muet américain réalisé par Allan Dwan et sorti en 1911.

## Synopsis
Jim Briggs se fait vieux, bien que, dans son métier de shériff, il ne montre aucun signe de fatigue. Cependant, le jour vient où un homme jeune prend sa place. Jim va rejoindre sa petite-fille pour y trouver un soutien…

## Fiche technique
- Réalisation : Allan Dwan
- Date de sortie : États-Unis : 18 décembre 1911

## Distribution
- J. Warren Kerrigan
- Pauline Bush
- George Periolat : Jim Briggs